# Focke-Wulf Fw 57
Il Focke-Wulf Fw 57 fu un aereo militare multiruolo, bimotore monoplano ad ala bassa, sviluppato dall'azienda aeronautica tedesca Focke-Wulf Flugzeugbau AG negli anni trenta e rimasto allo stadio di prototipo.
Realizzato per soddisfare una specifica per la fornitura di uno zerstörer, particolare tipologia di caccia pesante elaborata in Germania, e destinato ad operare nei reparti della Luftwaffe, ad una valutazione comparativa gli venne preferito il Messerschmitt Bf 110 ed il suo sviluppo venne interrotto.

## Storia del progetto
Nel 1934 il Reichsluftfahrtministerium (RLM) emise una specifica per la fornitura di una nuova tipologia di velivolo da combattimento detta zerstörer, essenzialmente un caccia pesante bimotore, da destinare come equipaggiamento dei reparti della Luftwaffe, l'aeronautica militare che la Germania stava ricostituendo dopo l'ascesa di Adolf Hitler al governo.
La Focke-Wulf incaricò il proprio ufficio tecnico, nelle figure degli ingegneri aeronautici Kurt Tank e Wilhelm Bansemir, di avviare lo sviluppo di un modello adatto allo scopo. I disegni, basati per massimizzare l'utilizzo dell'armamento, tre cannoncini aeronautici calibro 20 mm, erano relativi ad un velivolo di costruzione interamente metallica e di impostazione, per l'epoca, moderna, caratterizzato dalla configurazione alare monoplana, propulsione affidata a due gruppi motoelica traenti e carrello retrattile. Presentati i progetti preliminari all'attenzione dell'RLM, l'azienda ottenne la commessa per la fornitura di tre prototipi da avviare a prove di valutazione comparativa e la designazione ufficiale del modello, Fw 57. Oltre alla Focke-Wulf ottennero la fiducia dell'RLM la Henschel Flugzeugwerke AG, che presentò l'Hs 124, e la Messerschmitt AG con il Bf 110.
Già sulla carta l'Fw 57 risultava il più massiccio dei tre velivoli, uno svantaggio in termini di sovrappeso e maneggevolezza che resero subito molto difficile il confronto con i due concorrenti e che rese virtualmente superiore il Bf 110. Nel corso del 1936 vennero realizzati i tre prototipi, denominati Fw 57 V1, V2 e V3 (V da versuch, sperimentale), che in fase di collaudo vennero giudicati sottopotenziati e difficili da pilotare. Si decise allora di abbandonare definitivamente il progetto senza ulteriori sviluppi.

## Tecnica
L'Fw 57 era un velivolo realizzato interamente in metallo e dall'aspetto convenzionale per l'epoca che, pur nelle sue diverse configurazioni, manteneva un aspetto comune: monoplano bimotore ad ala bassa con coda ad impennaggio monoderiva e carrello retrattile.
La fusoliera presentava un muso parzialmente vetrato dotato di due cannoncini MG FF calibro 20 mm, con una cabina di pilotaggio rialzata, seguita da una torretta armata da un terzo cannoncino MG FF e che terminava in un piano di coda tradizionale dall'impennaggio monoderiva.
L'ala era bassa e montata a sbalzo, dotata di due gondole che racchiudevano i motori ed il carrello d'atterraggio anteriore completamente retrattile. Posteriormente vi era un tradizionale ruotino d'appoggio.
Per la motorizzazione erano previsti due Junkers Jumo 210 successivamente accantonati in favore dei più potenti Daimler-Benz DB 600.
L'armamento era basato su tre cannoncini aeronautici MG FF calibro 20 mm, camerati per il munizionamento 20 × 80 mm RB, due nella postazione anteriore e il terzo nella torretta dorsale motorizzata elettricamente.